# 올리 알렉산더
올리 알렉산더(Olly Alexander, 1990년 7월 15일 ~ )는 잉글랜드의 가수, 작곡가, 배우이다. 일렉트로니카 트리오 이어즈 앤 이어즈에서 보컬 겸 키보드를 담당한다.

## 출연 작품
- 잇츠 어 신 (2020)
- 퍼니 버니 (2015)
- 라이엇 클럽 (2014)
- 갓 헬프 더 걸 (2014)
- 위크엔드 인 파리 (2013)
- 위대한 유산 (2012)
- 치어풀 웨더 포 더 웨딩 (2012)
- 더 디쉬 앤 더 스푼 (2011)
- 걸리버 여행기 (2010)
- 더스트 (2009)
- 엔터 더 보이드 (2009)
- 브라이트 스타 (2009)
- 나는 네가 캠퍼스에서 한 일을 알고 있다 (2009)

## 음반 목록

### 정규 음반
- Polari (2025)

### 컴필레이션 음반
- Odyssey (2024)